# 리키 오티즈

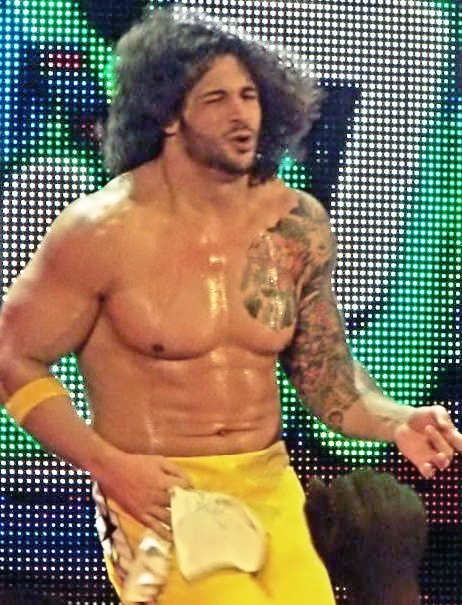

리키 오티즈(Ricky Ortiz)는 본명은 리처드 리치 영(Richard Rich Young, 1975년 5월 12일 ~ )은 미국의 프로레슬링선수다. 피니쉬는 빅 오(런닝 스플래쉬)로 사용을 한다. 키는 190cm 몸무게는 112kg이다.